# Отелбаев, Мухтарбай Отелбаевич
Мухтарбай Отелбаев (род. 3 октября 1942 года, село Каракемер, Кордайского района Джамбульской области) — казахстанский математик, доктор физико-математических наук, специалист в области функционального анализа и его приложений, директор Евразийского математического института при ЕНУ имени Льва Гумилёва. Известен неудачной попыткой решения проблемы существования и гладкости решений уравнений Навье — Стокса.

## Биография
Происходит из рода жаныс племени дулат
В 1962 году поступил на математический факультет в Киргизского государственного университета (Фрунзе, ныне Бишкек). В 1962—1965 годы служил в рядах Советской Армии. Выпускник механико-математического факультета МГУ 1969 года.
В 1972 году защитил написанную в МГУ под руководством Бориса Левитана кандидатскую диссертацию, а в 1978 году там же успешно защитил докторскую диссертацию.
В 1983-1984, 1994-2000 - профессор, заведующий кафедрой КазГУ им.Аль-Фараби.
В 1984-1986 гг. работал ректором Джамбулского педагогического института, ответственным работником Аэрокосмического агентства Республики Казахстан.
Являлся организатором Института прикладной математики в Караганде, директором которого работал в 1991—1993 годах.
Отелбаевым в Казахстане создана математическая школа, под его руководством защищены 65 кандидатских диссертаций и 8 докторских диссертаций (К. Т. Мынбаев, Р. Ойнаров, М. Муратбеков, Л. Кусаинова, А. Базарбеков, Ш. Билялов, К. Оспанов, Б. Рыспаев). Автор 2 монографий и около 190 оригинальных научных работ. Среди работ — 4 авторских свидетельства о решении прикладных задач.
В 2004 году в Тегеране Мухтарбаю Отелбаеву присуждено звание лауреата премии Организации экономического сотрудничества в номинации «Наука и технологии». В конкурсе «Алтын адам» («Человек года» в Казахстане) по итогам 2002 году ему присуждено звание «Деятель науки года». Лауреат конкурса «Лучший преподаватель вуза» 2006 года. Лауреат Государственной премии Республики Казахстан за 2007 год.
По состоянию на 2014 год — заместитель директора филиала МГУ в Казахстане. Основными функциональными обязанностями является координация научной деятельности студентов филиала.

## Попытка решения задачи тысячелетия
10 января 2014 года пресс-служба университета опубликовала сообщение, в котором утверждалось о полном решении Отелбаевым одной из проблем тысячелетия — о существовании и гладкости решений уравнений Навье — Стокса, статья учёного с доказательством вышла в казахстанском «Математическом журнале», верификация результата осложнялась тем, что работа написана на русском языке. Вскоре было выдвинуто несколько контрпримеров теории Отелбаева, а в феврале 2014 года Теренс Тао опубликовал работу, в которой была показана невозможность получить решение проблемы в рамках некоторого класса подходов, в частности, Тао отталкивался от неверного решения проблемы Отелбаевым.